# Westerwaldlied
 (avril 2009).
Si vous disposez d'ouvrages ou d'articles de référence ou si vous connaissez des sites web de qualité traitant du thème abordé ici, merci de compléter l'article en donnant les références utiles à sa vérifiabilité et en les liant à la section « Notes et références ».
Westerwaldlied est une célèbre marche militaire composée par Joseph Neuhäuser en 1932 pour l'armée allemande, à l'époque la Reichswehr. Les paroles ont été écrites plus tard, cette fois pour la Wehrmacht, le chant a été également incorporé au répertoire de la Légion étrangère presque aussitôt.
Le chant glorifie la beauté du Westerwald (terme qui signifie « forêt de l’ouest »), région d’Allemagne située entre Francfort et Cologne, délimitée par quatre fleuve et rivières : la Lahn, le Sieg, le Rhin et la Dill.